# 43ste Césaruitreiking
De 43ste Césaruitreiking, waarbij prijzen werden uitgereikt aan de beste prestaties in Franse films in 2017, vond plaats op 2 maart 2018 in de Salle Pleyel in Parijs. De ceremonie werd georganiseerd door de Académie des arts et techniques du cinéma. De uitreiking werd voor de eerste maal gepresenteerd door de komiek Manu Payet.
De nominaties werden bekendgemaakt op 31 januari 2018.

## Winnaars en genomineerden

### Beste film
- 120 battements par minute van Robin Campillo
  - Au revoir là-haut van Albert Dupontel
  - Barbara van Mathieu Amalric
  - Le Brio van Yvan Attal
  - Patients van Grand Corps Malade en Mehdi Idir
  - Petit Paysan van Hubert Charuel
  - Le Sens de la fête van Éric Toledano en Olivier Nakache

### Beste regisseur
- Albert Dupontel - Au revoir là-haut
  - Robin Campillo - 120 battements par minute
  - Mathieu Amalric - Barbara
  - Julia Ducournau - Grave
  - Hubert Charuel - Petit Paysan
  - Michel Hazanavicius - Le Redoutable
  - Éric Toledano en Olivier Nakache - Le Sens de la fête

### Beste acteur
- Swann Arlaud - Petit Paysan
  - Daniel Auteuil - Le Brio
  - Jean-Pierre Bacri - Le Sens de la fête
  - Guillaume Canet - Rock'n Roll
  - Albert Dupontel - Au revoir là-haut
  - Louis Garrel - Le Redoutable
  - Reda Kateb - Django

### Beste actrice
- Jeanne Balibar - Barbara
  - Juliette Binoche - Un beau soleil intérieur
  - Emmanuelle Devos - Numéro une
  - Marina Foïs - L'Atelier
  - Charlotte Gainsbourg - La Promesse de l'aube
  - Karin Viard - Jalouse
  - Doria Tillier - Monsieur et Madame Adelman

### Beste acteur in een bijrol
- Antoine Reinartz - 120 battements par minute
  - Niels Arestrup - Au revoir là-haut
  - Laurent Lafitte - Au revoir là-haut
  - Gilles Lellouche - Le Sens de la fête
  - Vincent Macaigne - Le Sens de la fête

### Beste actrice in een bijrol
- Sara Giraudeau - Petit Paysan
  - Laure Calamy - Ava
  - Anaïs Demoustier - La Villa
  - Adèle Haenel - 120 battements par minute
  - Mélanie Thierry - Au revoir là-haut

### Beste jong mannelijk talent
- Nahuel Pérez Biscayart - 120 battements par minute
  - Benjamin Lavernhe - Le Sens de la fête
  - Finnegan Oldfield - Marvin ou la Belle Éducation
  - Pablo Pauly - Patients
  - Arnaud Valois - 120 battements par minute

### Beste jong vrouwelijk talent
- Camélia Jordana - Le Brio
  - Iris Bry - Les Gardiennes
  - Lætitia Dosch - Jeune Femme
  - Eye Haïdara - Le Sens de la fête
  - Garance Marillier - Grave

### Beste origineel script
- 120 battements par minute – Robin Campillo
  - Barbara – Mathieu Amalric en Philippe Di Folco
  - Grave – Julia Ducournau
  - Petit Paysan – Claude Le Pape en Hubert Charuel
  - Le Sens de la fête – Éric Toledano en Olivier Nakache

### Beste bewerkt script
- Au revoir là-haut – Albert Dupontel en Pierre Lemaitre
  - Les Gardiennes – Xavier Beauvois en Frédérique Moreau
  - Patients – Grand Corps Malade en Fadette Drouard
  - La Promesse de l'aube – Éric Barbier en Marie Eynard
  - Le Redoutable – Michel Hazanavicius

### Beste decors
- Au revoir là-haut – Pierre Quefféléan
  - 120 battements par minute – Emmanuelle Duplay
  - Barbara – Laurent Baude
  - La Promesse de l'aube – Pierre Renson
  - Le Redoutable – Christian Marti

### Beste kostuums
- Au revoir là-haut – Mimi Lempicka
  - 120 battements par minute – Isabelle Pannetier
  - Barbara – Pascaline Chavanne
  - Les Gardiennes – Anaïs Romand
  - La Promesse de l'aube – Catherine Bouchard

### Beste cinematografie
- Au revoir là-haut – Vincent Mathias
  - 120 battements par minute – Jeanne Lapoirie
  - Barbara – Christophe Beaucarne
  - Les Gardiennes – Caroline Champetier
  - Le Redoutable – Guillaume Schiffman

### Beste montage
- 120 battements par minute – Robin Campillo
  - Au revoir là-haut – Christophe Pinel
  - Barbara – François Gedigier
  - Petit Paysan – Julie Lena, Lilian Corbeille, Grégoire Pointecaille
  - Le Sens de la fête – Dorian Rigal-Ansous

### Beste geluid
- Barbara – Olivier Mauvezin, Nicolas Moreau, Stéphane Thiébault
  - 120 battements par minute – Julien Sicart, Valérie de Loof, Jean-Pierre Laforce
  - Au revoir là-haut – Jean Minondo, Gurwal Coïc-Gallas, Cyril Holtz, Damien Lazzerini
  - Grave – Mathieu Descamps, Séverin Favriau, Stéphane Thiébault
  - Le Sens de la fête – Pascal Armant, Sélim Azzazi, Jean-Paul Hurier

### Beste filmmuziek
- 120 battements par minute – Arnaud Rebotini
  - Au revoir là-haut – Christophe Julien
  - Grave – Jim Williams
  - Petit Paysan – Myd
  - Visages, villages - Matthieu Chedid

### Beste debuutfilm
- Petit Paysan van Hubert Charuel
  - Grave van Julia Ducournau
  - Jeune Femme van Léonor Serraille
  - Monsieur et Madame Adelman van Nicolas Bedos
  - Patients van Grand Corps Malade en Mehdi Idir

### Beste animatiefilm
- Le Grand Méchant Renard et autres contes... van Benjamin Renner en Patrick Imbert
  - Sahara van Pierre Coré
  - Zombillénium van Arthur de Pins en Alexis Ducord

### Beste documentaire
- I Am Not Your Negro van Raoul Peck
  - 12 jours van Raymond Depardon
  - À voix haute : La Force de la parole van Stéphane de Freitas
  - Carré 35 van Éric Caravaca
  - Visages, villages van Agnès Varda en JR

### Beste buitenlandse film
- Nelyubov (Нелюбовь) van Andreï Zviaguintsev (   )
  - The Nile Hilton Incident van Tarik Saleh (  )
  - Dunkirk van Christopher Nolan (   )
  - L'Échange des princesses van Marc Dugain ( )
  - La La Land van Damien Chazelle ()
  - Noces van Stephan Streker (   )
  - The Square van Ruben Östlund (   )

### Beste korte film
- Les Bigorneaux van Alice Vial
  - Le Bleu, blanc rouge de mes cheveux van Josza Anjembe
  - Debout Kinshasa ! van Sébastien Maître
  - Marlon van Jessica Palud
  - Les Misérables de Ladj Ly

### Beste korte animatiefilm
- Pépé le morse van Lucrèce Andreae
  - Le futur sera chauve van Paul Cabon
  - I Want Pluto to Be a Planet Again van Marie Amachoukeli en Vladimir Mavounia-Kouka
  - Le Jardin de minuit van Benoît Chieux

### Speciale prijzen

#### César d'honneur
- Penélope Cruz

#### César du public
- Raid dingue van Dany Boon